# Panilurus ponmudiensis
Panilurus ponmudiensis es una especie de insecto coleóptero de la familia Chrysomelidae. Fue descrita científicamente en 2005 por Prathapan & Viraktamath.